# Karl Schefold

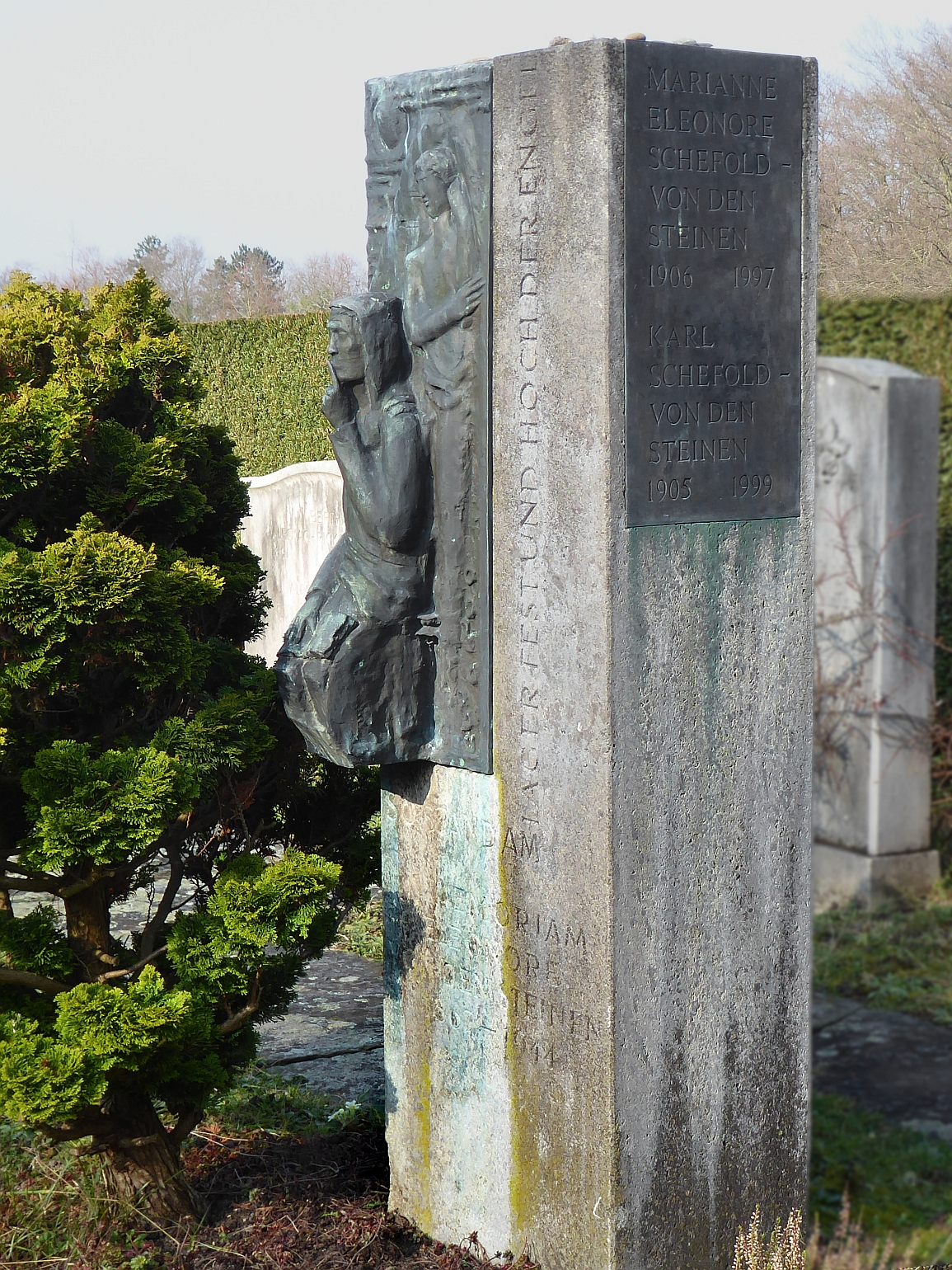
Grab auf dem Friedhof am Hörnli, Bronze von Alexander Zschokke

Karl Schefold (* 26. Januar 1905 in Heilbronn; † 16. April 1999 in Basel) war ein deutsch-schweizerischer Klassischer Archäologe. Geboren und erzogen in Deutschland, emigrierte er 1935 in die Schweiz, die ihm zur Heimat wurde. Sein Interesse galt dem religiösen Gehalt der antiken Kunst, die er aus dem Geist einer wissenschaftlichen Tradition deutete, die vom dichterischen Erbe der deutschen Klassik und der Kunstauffassung des Lyrikers Stefan George geprägt war.

## Leben
Karl Schefold war der Sohn des Juristen Karl Schefold (1877–1962), von 1928 bis 1943 Richter am Reichsfinanzhof in München. Er wuchs in Stuttgart auf und besuchte das Eberhard-Ludwigs-Gymnasium. 1923 begann er sein Studium der Klassischen Philologie in Tübingen, 1924 war er als Hauslehrer in St. Petersburg tätig. 1925 setzte er sein Studium in Jena fort. 1926 ging er nach Heidelberg, wo er unter dem Einfluss von Ludwig Curtius zur Klassischen Archäologie wechselte. Dort lernte er auch seine spätere Frau Marianne von den Steinen kennen. Ab 1928 studierte er an der Universität Marburg, wo er 1930 bei Paul Jacobsthal mit einer Dissertation zu den sogenannten Kertscher Vasen promoviert wurde. Anschließend war er für ein Jahr an der Abteilung Rom des Archäologischen Instituts des Deutschen Reiches. Für 1931/32 erhielt er das Reisestipendium des Archäologischen Instituts des Deutschen Reiches. 1932 nahm er an den Ausgrabungen in Larisa am Hermos teil. 1933 wurde er Assistent an der Abteilung Athen des Archäologischen Instituts des Deutschen Reiches. Von 1933 bis 1935 war er Mitglied der NSDAP (Mitgliedsnummer 3.213.885).
Nach seiner Heirat am 5. Mai 1935 mit Marianne von den Steinen, deren Mutter Jüdin war, war ihm eine weitere Karriere in Deutschland verwehrt und daher übersiedelte er noch im gleichen Jahr nach Basel, wo er sich 1936 in Klassischer Archäologie an der Universität Basel habilitierte. Zunächst war er vor allem für vorderasiatische und frühchristliche Archäologie zuständig, übernahm dann nach dem Tode von Ernst Pfuhl im Jahre 1940 die Vertretung des vollen Lehrgebiets und wurde 1942 Extraordinarius und schließlich 1953 Ordinarius. Zahlreiche auswärtige Berufungen lehnte er ab und baute durch seine Forschungen und die Wirkung seiner Persönlichkeit die Klassische Archäologie in Basel aus. 
1956 war er Mitbegründer des Vereinigung der Freunde antiker Kunst sowie 1958 der Zeitschrift Antike Kunst. Mit Herbert A. Cahn begründete er 1961 das Antikenmuseum Basel, das erste Museum für antike Kunst in der Schweiz.
Karl Schefold war Mitglied der deutschen, österreichischen und amerikanischen archäologischen Institute sowie der Bayerischen (1975) und Britischen Akademie der Wissenschaften (1976). An der Universität Thessaloniki wurde er 1971 Ehrendoktor.
Verheiratet war er mit Marianne von den Steinen, Tochter des Ethnologen Karl von den Steinen. Mit ihr las er oft Texte antiker griechischer Dichter für ein breites Publikum. Aus dieser Ehe stammen die Söhne Dian Schefold, Reimar Schefold und Bertram Schefold. Zu seinen engsten Freunden zählte der Althistoriker Alexander Schenk Graf von Stauffenberg, der seine Zuneigung zu Schefold und den Freunden – alle aus dem George-Kreis – Theodor Pfizer, Frank Mehnert und Woldemar Graf Uxkull-Gyllenband in tief empfundenen Gedichten ausdrückte.

## Werk
Bekannt wurde Schefold zunächst durch seine Arbeiten zu den spätklassischen attischen Vasen (sog. Kertscher Vasen), zur Kunst der Skythen in Südrussland und zur Ausgrabung in Larisa am Hermos. Von Basel aus begann er 1964 die schweizerischen Ausgrabungen in Eretria. Seit seiner Zeit in Basel hielt er auch in schwierigen Zeiten die Verbindung zwischen Europa und Amerika aufrecht. Große Bedeutung hatten zu seiner Zeit Arbeiten zur römischen Wandmalerei, insbesondere zu Pompeji, die jedoch heute als überholt gelten.
Nach Abschluss der fünf Bände des Werkes „Griechische Sagenbilder“ beschäftigte er sich in seinen letzten Lebensjahren vor allem mit der Neubearbeitung und Erweiterung des Buchs über „Die Bildnisse der antiken Dichter, Redner und Denker“ (1943, Neuausgabe 1997), einem frühere Schriften zusammenfassenden und überarbeitenden Werk „Der religiöse Gehalt der antiken Kunst und die Offenbarung“ (1998) und mit „Hugo von Hofmannsthals Bild von Stefan George“ (1998).
Seine 2003 unter dem Titel Die Dichtung als Führerin zur Klassischen Kunst postum erschienenen Lebenserinnerungen befassen sich mehr mit der Kunst als mit Schefolds eigenem Leben und Schaffen so eher „Struktur und einen Zusammenhang“ zwischen den fast 700 Veröffentlichungen Schefolds, als dass sie die Erwartungen an den unterhaltenden Wert von Memoiren erfüllen.

## Schriften
Ein Schriftenverzeichnis von Karl Schefold findet sich bei:
- Karl Schefold. Bibliographie 1930–1990. Karl Schefold zum 85. Geburtstag am 26. Januar 1990, mit zusammenfassenden Kommentaren des Autors. Von seinen Kollegen und Freunden. Basel 1990. ISBN 3-905057-06-9.
- Ergänzungen: Bibliographie Karl Schefold, 1990–1995. In: Antike Kunst 38 (1995) S. 65.

Memoiren:
- Karl Schefold: Die Dichtung als Führerin zur Klassischen Kunst. Erinnerungen eines Archäologen. Aus dem Nachlass hrsg. von Martha Rohde-Liegle in Verbindung mit Dian, Reimar und Bertram Schefold. Verlag Dr. Kovac, Hamburg 2003. ISBN 3-8300-1017-6 (mit vollständigem Schriftenverzeichnis).